# Acanthodii
Gli acantodi (Acanthodii), a volte chiamati impropriamente "squali spinosi", sono una classe di pesci estinti, vissuti dal Siluriano inferiore fino al Permiano superiore (da 430 a 250 milioni di anni fa).

## Descrizione
La caratteristica fondamentale degli acantodi era la presenza di robuste spine fisse a supporto delle pinne (come la pinna dorsale di molti squali). Per alcune caratteristiche, questi pesci primitivi richiamano i pesci ossei (osteitti), per altre invece ricordano i pesci cartilaginei (condritti). In realtà gli acantodi rappresentano un ramo evolutivo a sé stante, che comprende alcuni tra i più antichi vertebrati dotati di mascelle (gnatostomi). I primi acantodi erano animali marini, ma durante il Devoniano divennero predominanti le forme d'acqua dolce, forse per sfuggire alla concorrenza dei pesci ossei primitivi (paleonisciformi).

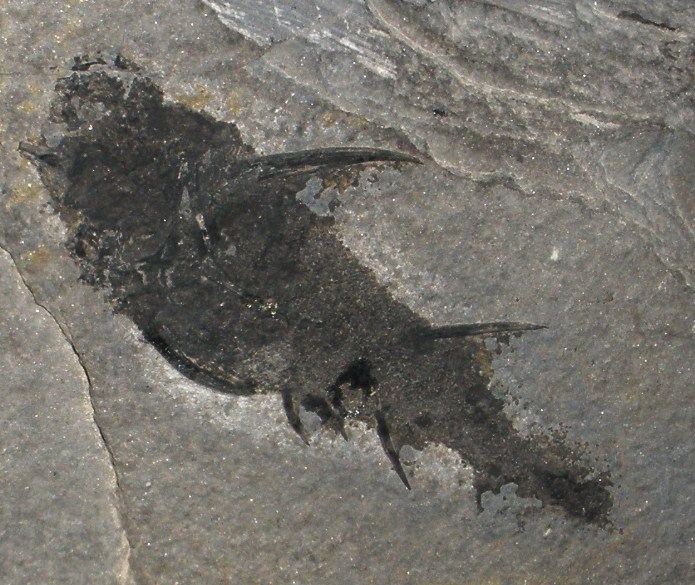
Fossile di Diplacanthus striatus

## Classificazione
Gli acantodi si dividono in tre ordini: gli Ischnacanthiformes, i Climatiiformes e gli Acanthodiformes. I primi, più primitivi, possedevano denti fusi alla mascella; i climaziformi erano caratterizzati da un'armatura posta dietro il cranio e una serie di piccole spine appuntite, mentre gli acantodiformi furono gli ultimi ad estinguersi ed erano i più specializzati: erano animali filtratori, privi di denti ma dotati di lunghe branchie.
Le scaglie degli acantodi possiedono un'ornamentazione distinta per ogni gruppo; a causa di ciò, i fossili di queste scaglie sono spesso usati per determinare l'età del giacimento in cui sono rinvenute. Al di là di queste differenze, le scaglie sono in genere minuscole, con una base bulbosa, un collo e una corona a forma di diamante piatta o leggermente curvata. Tra le forme di acantodi più note, da ricordare il piccolo Climatius, il primitivo Ischnacanthus, Diplacanthus, Parexus (dotato di una colossale spina sul dorso), Westrichus, Nerepisacanthus denisoni e Acanthodes, uno degli ultimi a scomparire.